# Alenka Bole Vrabec
Alenka Bole Vrabec, slovenska prevajalka, gledališka igralka in gledališka režiserka, * 14. januar 1937, Kranj, † 27. marec 2020, Golnik.
Diplomirala je iz primerjalne književnosti in dramske igre na Akademiji za igralsko umetnost v Ljubljani in debitirala v Slovenskem mladinskem gledališču. Med letoma 1992 in 1999 je bila direktorica Gledališča Toneta Čufarja Jesenice, nato do leta 2005 direktorica Linhartove dvorane Radovljica. Prevajala je predvsem iz španske in južnoameriške književnosti. Leta 1980 je prejela Sovretovo nagrado, 1992 Župančičevo nagrado, 2017 pa je postala častna članica Društva slovenskih književnih prevajalcev.